# 金开诚
金开诚（1932年11月—2008年12月14日），原名金申熊，江苏无锡人，中国学者，北京大学教授，中央文史研究馆馆员。曾任第六届全国政协委员，第七、八、九、十届全国政协常务委员，九三学社第九、十、十一届中央委员会副主席。